# Peal de Becerro
Peal de Becerro là một đô thị trong tỉnh Jaén, Tây Ban Nha. Theo điều tra dân số 2005 (INE), đô thị này có dân số là 5470 người.
37°54′B 3°07′T / 37,9°B 3,117°T